# Малышев, Егор Иванович
Георгий (Егор) Иванович Малышев (28 января 1875 — 2 декабря 1933) — художник, скульптор-медальер. На медалях его работы есть надпись Е. И. Малышевъ.

## Биография
Егор Малышев происходил из купеческого сословия. Родился 28 января 1875 года в городе Фридрихсгам Выборгской губернии. Образование получил в Петербургском коммерческом училище (1893). Затем семь лет, с 1901 и по 1908 год, учился в Высшей художественной школе при Императорской Академии художеств по классу скульптора В. А. Беклемишева.
16 ноября 1907 года по рекомендации своего учителя, В. А. Беклемишева, был зачислен на должность младшего медальера монетного двора.
25 ноября 1908 года по направлению Петербургского монетного двора для совершенствования мастерства Егор Малышев был командирован за границу во Францию.
Егор Малышев, сотрудничая с отделение Фаберже в Петербурге, выполнил миниатюры памятников для императорских пасхальных яиц «Петр Великий» («Медный всадник») и «Монумент Александру III». 
Принимал участие в Весенних выставках в залах Академии художеств, выставлял в основном фигуры животных.
В 1912 году он начал работать для ателье гравёра А. Ф. Жаккара.
20 ноября 1914 года Е. И. Малышев уволился с государственной службы на монетном дворе и полностью перешёл на работу в ателье Жаккара. Автор проектов жетонов, посвященных Первой мировой войне.
В 1915-16 выполнил восковые модели для серии аллегорических каменных фигурок А. К. Денисова-Уральского «Воюющие державы».
В 1921 году жил и работал в Латвии. Умер 2 декабря 1933 года в Риге.

## Работы

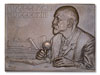
Плакета в честь А.В.Орешникова. С.-Петербург 1915 Мастерская А.Ф. Жакара.  Бронза.
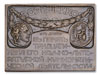
Оборотная сторона